# Пролетариј
Пролетариј (рус. Пролетарий) насељено је место са административним статусом варошице (рус. посёлок городского типа) у централном делу европског дела Руске Федерације. Налази се у северном делу Новгородске области и административно припада Новгородском рејону.
Према проценама националне статистичке службе за 2014. у вароши је живело 4.843 становника.

## Географија
Варошица Пролетариј се налази у централном делу Новгородске области, на подручју Прииљмењске низије, на око 7 километара источно од источне обале језера Иљмењ. Насеље лежи на левој обали реке Нише, на око 28 километара југоисточно од града Великог Новгорода.

## Историја
У писаним изворима насеље се по први пут помиње у летопису из 1495. под именом Селцо у Ниши. Након што је у насељу 1835. саграђена ветрењача цело подручје је постало познато под именом Новаја Мељница. Године 1885. са радом је почела и мања фабрика за производњу керамике која је постала ослонац привредног живота целог насеља.
Након национализације фабрике 1918. насеље је променило име у Пролетариј. Од 30. јануара 1931. Пролетариј има административни статус варошице.

## Демографија
Према подацима са пописа становништва 2010. у вароши је живело 5.145 становника, док је према проценама националне статистичке службе за 2014. варошица имала 4.843 становника.
| 1939. | 1959. | 1970. | 1979. | 1989. | 2002. | 2010. | 2014. |
| ----- | ----- | ----- | ----- | ----- | ----- | ----- | ----- |
| 4,393 | 5,897 | 6,216 | 6,818 | 5,753 | 5,362 | 5,145 | 4,843 |